# Saltburn (film)
Saltburn är en svart komedi/psykologisk thriller från 2023, skriven, regisserad och producerad av Emerald Fennell, med Barry Keoghan, Jacob Elordi, Rosamund Pike, Richard E. Grant, Alison Oliver och Archie Madekwe i huvudrollerna. Den utspelar sig i Oxford och Northamptonshire i England, och fokuserar på en student vid Oxfords universitet som blir fixerad vid en populär, aristokratisk studiekamrat som senare bjuder in honom att tillbringa sommaren på sin excentriska familjs gods. 
Saltburn hade premiär på den 50:e filmfestivalen i Telluride den 31 augusti 2023, släpptes sedan på bio i Storbritannien den 17 november 2023 och i USA via en begränsad biopremiär samma dag. Den 22 december släpptes filmen på Amazon Prime Video. Den fick generellt positiva recensioner från kritiker och flera utmärkelser, bland annat nomineringar för bästa skådespelare (Keoghan) och bästa kvinnliga biroll (Pike) vid 81:a Golden Globe Awards.

## Handling
Det är hösten 2006  och Oliver Quick från Prescot kämpar för att passa in på Oxfords universitet. Han kommer till elituniversitetet från en "enkel" bakgrund och har ingen erfarenhet av befinna sig bland överklassen. Genom tillfälligheter blir han vän med Felix Catton, en rik och populär student som visar medkännande när Oliver berättar om sina föräldrars missbruk och psykiska problem. När Olivers pappa dör och han inte vill åka tillbaka hem till sin drogberoende mamma bjuder Felix in honom att stanna på familjen Cattons herrgård Saltburn över sommaren, och det som händer under den sommaren kommer att förändra Saltburn och dess invånare för evigt.

## Om filmen

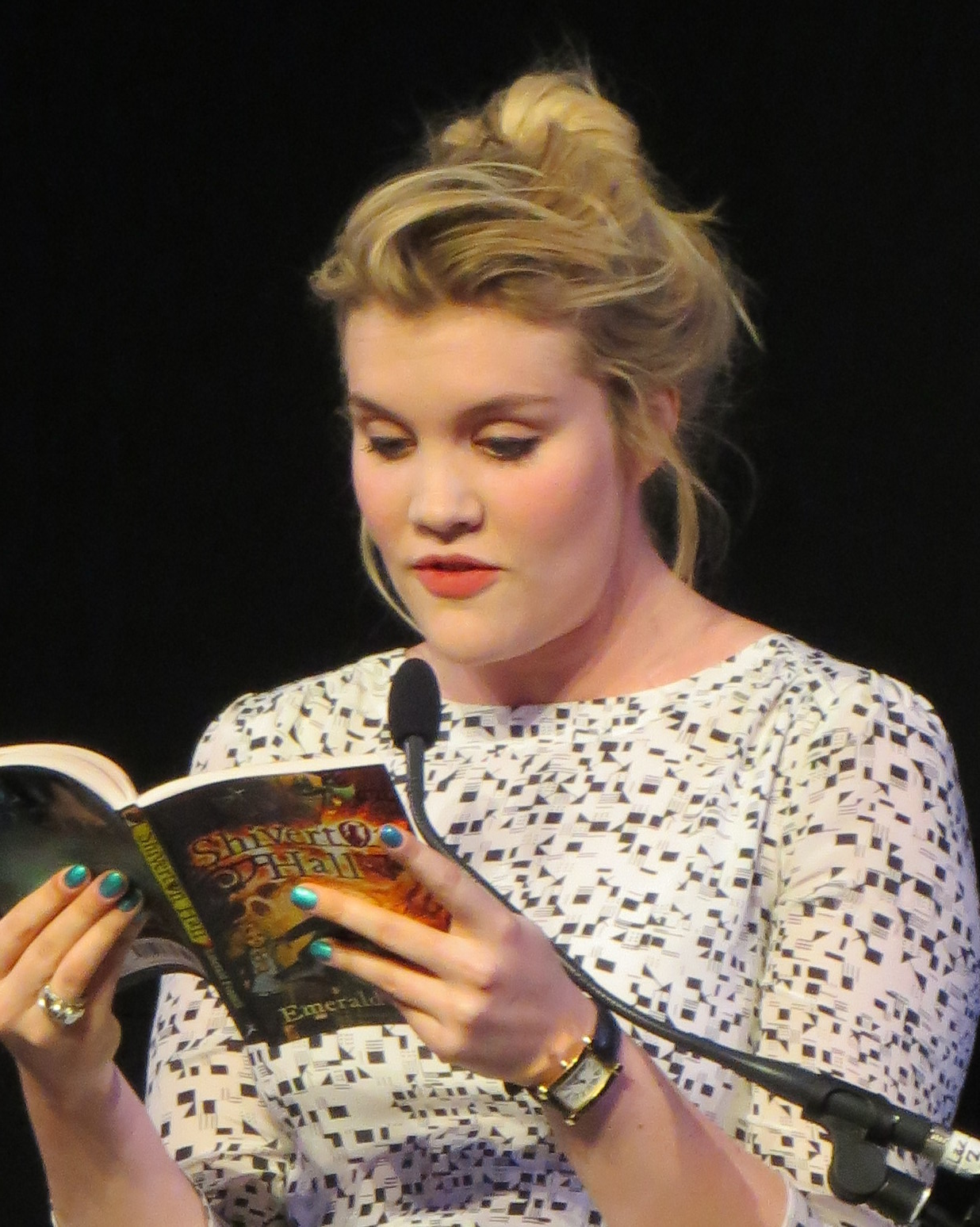
Emerald Fennell läser ur en av sina böcker, 25 maj 2013

Filmen fokuserar på överflöd och besatthet. Emerald Fennell sa: "Jag använde mina egna erfarenheter av att vara en människa som har känt det där som vi alla känner någon gång i livet; det vansinniga greppet som besatt kärlek kan ha om oss... Men jag gick förstås inte lika långt som vissa i filmen gör."
Filmen visas i bildformat 1.33:1 eftersom det, enligt Fennell, ger en känsla av att man "kikar in".

## Mottagande
Fram till den 4 januari 2024 hade Saltburn dragit in ca 20,6 miljoner dollar i intäkter.
På webbplatsen Rotten Tomatoes som samlar recensioner av tv, filmer och tv-spel, är 71 % av 267 recensenter positivt inställda till filmen och ger den medelbetyget 6,8/10.
Filmtopp.se gav betyget 4/5 och kallade filmen "smart och vidrig och helt värd att se".

## Rollista
- Barry Keoghan – Oliver Quick
- Jacob Elordi – Felix Catton
- Rosamund Pike – lady Elspeth Catton, Felix mamma
- Richard E. Grant – sir James Catton, Felix far
- Alison Oliver – Venetia Catton, Felix syster
- Archie Madekwe – Farleigh Start, Felix kusin
- Carey Mulligan – "Poor Dear" Pamela, Elspeths vän
- Paul Rhys – Duncan, Saltburns butler
- Ewan Mitchell – Michael Gavey, Olivers vän på college
- Sadie Soverall – Annabel
- Millie Kent – India
- Reece Shearsmith – professor Ware
- Dorothy Atkinson – Paula Quick, Olivers mamma
- Shaun Dooley – Jeff Quick, Olivers pappa
- Lolly Adefope – Lady Daphne
- Joshua McGuire – Henry